# Zbigniew Kiwert
Zbigniew Kiwert (ur. w czerwcu 1939 w Wilnie) – narciarz i kierowca rajdowy polskiego pochodzenia; jeden z najlepszych litewskich skoczków, kombinatorów i rajdowców samochodowych. Dziesięciokrotny medalista mistrzostw Litwy w konkurencjach zimowych, mistrz Litwy w rajdach (wówczas Litewskiej SRR). Zdobył także dwa medale mistrzostw ZSRR w rajdach samochodowych. Rekordzista Litwy w długości skoku narciarskiego. Jego brat Kazimierz także startował z powodzeniem w lokalnych zawodach.

## Życiorys
Urodził się niespełna 3 miesiące przed II wojną światową w Wilnie, jako syn Bolesława Kiwerta. Pochodził z polskiej rodziny, która mieszkała tam od pokoleń. Całe swe dzieciństwo spędził na wileńskim Antokolu. Uczęszczał do pobliskiej Wileńskiej Szkoły Średniej nr 5.
Narciarstwem zainteresował się za sprawą ojca, który sprawił mu pierwsze narty (przedwojennej polskiej produkcji), które były dla młodego Zbigniewa wyraźnie za długie. Na nich uczył się jazdy. Nieco później trafił jako junior do lokalnego „Spartaka” pod opiekę Maryny Izotowej. Zawodnicy klubu mieli możliwość trenowania przez cały rok, gdyż po zakończeniu sezonu zimowego podopieczni mogli trenować także sport motocyklowy. W 1954, jako podopieczny Izotowej, został juniorskim mistrzem Litewskiej SRR w skokach narciarskich i w biegu sztafetowym 4x5 km. Później zdobył pierwszy seniorski tytuł mistrza Litewskiej SRR w wyścigach motocyklowych (jechał na własnoręcznie przygotowanym motocyklu, zaledwie po 2 tygodniach od zdania prawa jazdy).
W 1958 wywalczył brąz w mistrzostwach Litewskiej SRR w skokach narciarskich. Potem trafił na 3 lata do wojska, gdzie zauważono jego zamiłowanie do sportu, toteż uzyskał możliwość skakania na większych skoczniach niż na Litwie. W tym okresie ustanowił swój rekord życiowy, który wynosi 86 metrów (ustanowiony w dzisiejszym Niżnym Nowogrodzie w 1960 roku). Do 1970 włącznie zdobył jeszcze 4 złote i 5 srebrnych medali Litewskiej SRR (zarówno w skokach, jak i kombinacji norweskiej), czyli razem 10.
Po zakończeniu kariery w sportach zimowych, został w 1974 mechanikiem litewskiej kadry rajdowców samochodowych. Zawodnicy, którym przygotowywał samochody, zdobyli łącznie około 20 tytułów mistrza ZSRR (m.in. Stasys Brundza, Eugenijus Tamulevičius i Vytas Taraila). Dzięki ich sukcesom, Kiwert był przez pewien czas mechanikiem ekipy całego Związku Radzieckiego (jechał z nimi m.in. do Grecji, Finlandii i Francji). Kiwert sam też startował w wyścigach, zdobywając dwukrotnie brązowe medale mistrzostw ZSRR.
W 2003 otworzył laboratorium „Kiwert-Sport”, które specjalizuje się w dostosowywaniu do rajdowych wymogów silników samochodowych. Mieści się ono w litewskim Landwarowie.
Jest rekordzistą skoczni w Ignalinie o punkcie konstrukcyjnym wynoszącym 40 metrów (skoczył tam niegdyś 56 metrów).